# Endoclita

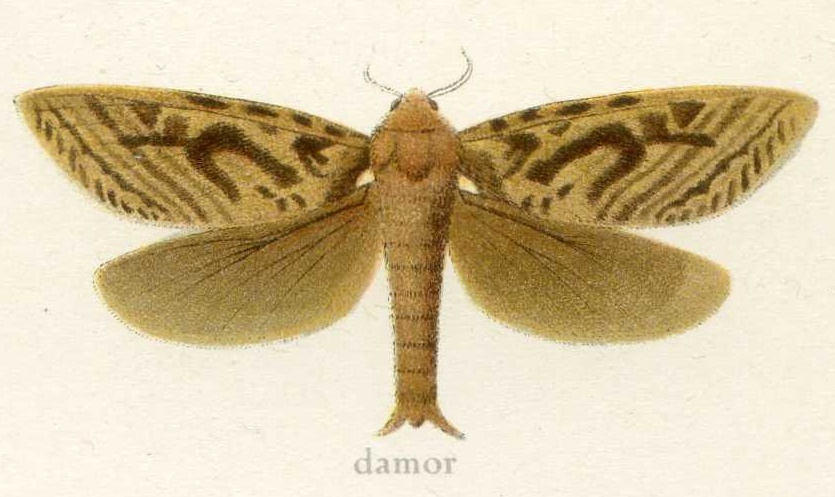
Endoclita damor

Az Endoclita a rovarok (Insecta) osztályának lepkék (Lepidoptera) rendjébe, ezen belül a gyökérrágólepke-félék (Hepialidae) családjába tartozó nem.

## Előfordulásuk
Az Endoclita-fajok Ázsia déli és délkeleti részein, valamint az Indiai szubkontinensen fordulnak elő.

## Rendszerezés
A nembe az alábbi 59 faj tartozik (lehet, hogy a fajlista hiányos):
- Endoclita aboe (Moore, [1860]) - India
- Endoclita absurdus (Daniel, 1940) - Kína
- Endoclita actinidae (Yang & Wang, 1992) - Kína (Fucsien)
- Endoclita aikasama Tindale, 1958 - Jáva
- Endoclita albofasciatus (Moore, 1879) - India
- Endoclita anhuiensis (Chu & Wang, 1985) - Kína (Anhuj)
- Endoclita annae (Le Cerf, 1933) - Kína
- Endoclita aroura Tindale, 1958 - Szumátra; tápnövényei: Tectona
- Endoclita auratus (Hampson, [1893]) - Mianmar; tápnövényei: Alnus, Cryptomeria, Eucalyptus
- Endoclita aurifer Tindale, 1958 - Jáva
- Endoclita broma Tindale, 1958 - Jáva
- Endoclita buettneria Tindale, 1941 - Mianmar; tápnövényei: Byttneria
- Endoclita chalybeatus (Moore, 1879) - India; tápnövényei: Gmelina, Tectona, Theobroma
- Endoclita coomani (Viette, 1949) - Vietnám
- Endoclita crinilimbata (Le Cerf, 1919) - Kína
- Endoclita chrysoptera Tindale, 1941 - India
- Endoclita damor (Moore, [1860]) - típusfaj; India, Himalája; tápnövényei: Albizia, Altingia, Cinchona, Coffea, Erythrina, Eugenia, Glochidion, Manglietia, Nyssa, Schima, Tectona, Tetradium, Theobroma
- Endoclita davidi (Poujade, 1886) - Kína
- Endoclita excrescens (Butler, 1877) - Japán, Oroszország legdélkeletibb részei - a dohány (Nicotiana) egyik kártevője; egyéb tápnövényei: Castanea, Paulownia, Quercus, Raphanus
- Endoclita fijianodus (Chu & Wang, 1985) - Kína (Fucsien)
- Endoclita gmelina Tindale, 1941 - Mianmar; tápnövényei: Gmelina, Tectona
- Endoclita hoenei (Daniel, 1949) - Kína
- Endoclita hosei Tindale, 1958 - Borneó; tápnövényei: Elettaria, Eucalyptus, Theobroma
- Endoclita ijereja Tindale, 1958 - Borneó
- Endoclita inouei Ueda, 1987 - Kínai Köztársaság
- Endoclita javaensis Viette, 1950 - Jáva
- Endoclita jianglingensis (Zeng & Zhao, 1991) - Kína (Hupej)
- Endoclita jingdongensis (Chu & Wang, 1985) - Kína (Jünnan)
- Endoclita kara Tindale, 1958 - Jáva
- Endoclita magnus (Tindale, 1942) - India
- Endoclita malabaricus (Moore, 1879) - India; tápnövényei: Macaranga
- Endoclita marginenotatus (Leech, 1898) - Kína
- Endoclita metallica Tindale, 1941 - India
- Endoclita microscripta Tindale, 1941 - India
- Endoclita minanus (Yang in Yang & Wang, 1992) - Kína (Fucsien)
- Endoclita mingiganteus (Yang & Wang, 1992) - Kína (Fucsien)
- Endoclita niger (van Eecke, 1915) - Jáva
- Endoclita nodus (Chu & Wang, 1985) - Kína (Anhuj)
- Endoclita paraja Tindale, 1958 - Borneó
- Endoclita punctimargo (Swinhoe, 1892) - Szikkim, India; tápnövényei: Camellia, Cryptomeria
- Endoclita purpurescens (Moore, [1883]) - Srí Lanka; tápnövényei: Camellia, Cinchona
- Endoclita raapi Tindale, 1958 - Nias, Indonézia
- Endoclita rustica Tindale, 1941 - India
- Endoclita salsettensis (Moore, 1879) - India
- Endoclita salvazi Tindale, 1958 - Laosz
- Endoclita sericeus (Swinhoe, 1901) - Jáva; tápnövényei: Albizia, Camellia, Cinchona, Crotalaria, Manihot, Tectona, Theobroma
- Endoclita sibelae (Roepke, 1935) - Bacan-szigetek, Indonézia
- Endoclita signifer (Walker, 1856) - India, Kína (Hunan); tápnövényei: Clerodendrum, Gmelina, Tectona, Vitis
- Endoclita sinensis (Moore, 1877) - Kína, Koreai-félsziget, Kínai Köztársaság; tápnövényei: Castanea, Quercus
- Endoclita strobilanthes (Tindale, 1942) - India
- Endoclita taranu Tindale, 1958 - Szumátra
- Endoclita topeza Tindale, 1958 - Laosz
- Endoclita tosa Tindale, 1958 - Jáva
- Endoclita undulifer (Walker, 1869) - India; tápnövényei: Alnus, Byttneria, Callicarpa, Cryptomeria, Eucalyptus, Gmelina
- Endoclita viridis (Swinhoe, 1892) - India
- Endoclita warawita Tindale, 1958 - Borneó
- Endoclita williamsi Tindale, 1958 - Fülöp-szigetek
- Endoclita xizangensis (Chu & Wang, 1985) - Kína (Hunan)
- Endoclita yunnanensis (Chu & Wang, 1985) - Kína (Jünnan)

## Fordítás
- Ez a szócikk részben vagy egészben  az   Endoclita című angol Wikipédia-szócikk ezen változatának fordításán alapul.  Az eredeti cikk szerkesztőit annak laptörténete sorolja fel. Ez a jelzés csupán a megfogalmazás eredetét és a szerzői jogokat jelzi, nem szolgál a cikkben szereplő információk forrásmegjelöléseként.